# سیارک ۱۲۲۴۴
سیارک ۱۲۲۴۴ (به انگلیسی: 12244 Werfel، نامگذاری:1988RY2) دوازده هزار و دویست و چهل و چهارمین سیارک کشف شده‌است که در ۸ سپتامبر ۱۹۸۸ کشف شد.
قدر مطلق سیارک برابر ۱۳٫۳۰ است.